# Quintettsatz en re menor (Beethoven)
El Quintettsatz en re menor, Hess 40, és una composició incompleta de Ludwig van Beethoven: comprèn un preludi i una fuga incompleta. Està escrita per a quintet de corda amb dues violes. Fou compost l'any 1817 en la mateixa època de la Fuga per a Quintet de corda en re major, Op. 137.
Dels manuscrits supervivents es desprèn que Beethoven començà el quintet al voltant de 1815. Hi ha un croquis de la fuga entre els esborranys de la Novena Simfonia. No se sap encara si Beethoven va arribar a completar l'obra.

## Estructura
L'obra està estructurada com un sol moviment amb les indicacions Adagio - Allegro. La seva interpretació dura al voltant dels tres minuts.